# Badia Avatele
La badia Avatele és una badia extensa que es troba en la costa sud-oest de l'illa de Niue, a la Polinèsia, (oceà Pacífic Sud). S'estén des de la punta Tepa en l'extrem sud-oest, cap al nord fins a la punta Halagigie, en l'extrem occidental d'aquesta illa. En la rodalia d'aquesta badia es troben dos petits assentaments: Tamakautoga i Avatele. A més a més, al llarg de la costa d'aquesta badia es troba la carretera que connecta amb la ciutat de Alofi. Aquesta badia envolta la platja Avatele, que és la més gran i coneguda de l'illa de Niue.